# 嬲
- 關於一種生氣的情緒，請見「憤怒」。

《嬲》，汪笨湖寫作於1987年的小說，女主角椪柑共事丈夫春生與丈夫養父林阿地的故事，內容亂倫禁忌。背景設於台南縣白河鎮，丈夫當兵時，林阿地與她通姦懷孕，後來春生忿而離去，林阿地被百步蛇咬死，山中發生森林大火。1995年被改編成電影《阿爸的情人》。

## 外部連結
- 福爾摩沙的私家偵探【汪笨湖】/笨湖小說 - 嬲1 （Archive.org 備份）